# 体虱
体虱（英文：Body louse），学名Pediculus humanus humanus或Pediculus humanus corporis，是一种寄生在人身上的吸血虱，属于人虱的一个亚种。另外两类寄生于人体上的虱为头虱（人虱的另一个亚种）以及阴虱（阴虱科）。
事实上，体虱并不直接生活在人体上，他们在衣物的纤维上产卵和生存，只有在进食的时候才会接触人体。成年体虱长约2.3–3.6毫米。体虱不能跳也不能飞，他们大多通过人与人直接接触而传播，少数情况通过床单衣物传播。
体虱是许多疾病的载体，譬如能传播流行性斑疹伤寒、战壕热、回归热等。在发达国家，体虱感染仅在相对贫穷的地区发生。全球范围内，体虱感染常发生在监狱、流浪人群或难民中，也可发生自然灾害过后。